# Another You
«Another You» es una canción realizada por el DJ y productor neerlandés Armin van Buuren con la colaboración del cantante, también neerlandés Mr. Probz. Fue lanzado el 8 de mayo de 2015 por el sello Armada Music, el cual sirvió como sencillo adelanto del sexto álbum de estudio de Armin, Embrace editado a fines de octubre de 2015.

## Video musical
El video está rodado en Málaga, España en el que muestra a un joven paseando por sus calles en busca de una muchacha rubia que le llamó la atención. El día se convierte en noche, pero él todavía no puede olvidarse de ésta. Entonces, se dirige a un bar llamado Recyclo Bike Café y la encuentra junto a Armin y Mr. Probz.

## Lista de canciones
| Descarga digital |                                        |          |  |
| N.º              | Título                                 | Duración |  |
| 1.               | «Another You» (Radio Edit)             | 3:12     |  |
| 2.               | «Another You» (Mark Sixma radio edit)  | 3:41     |  |
| 3.               | «Another You» (Headhunterz Radio Edit) | 3:07     |  |
| 4.               | «Another You» (Extended Mix)           | 4:54     |  |
| 5.               | «Another You» (Mark Sixma Remix)       | 4:41     |  |
| 6.               | «Another You» (Headhunterz Remix)      | 4:49     |  |

| Descarga digital (Ronski Speed Remix) |                                         |          |  |
| N.º                                   | Título                                  | Duración |  |
| 1.                                    | «Another You» (Ronski Speed Radio Edit) | 3:53     |  |
| 2.                                    | «Another You» (Ronski Speed Remix)      | 7:55     |  |

| Descarga digital (CID Remix) |                                |          |  |
| N.º                          | Título                         | Duración |  |
| 1.                           | «Another You» (CID Radio Edit) | 2:59     |  |
| 2.                           | «Another You» (CID Remix)      | 4:35     |  |

| Descarga digital (Pretty Pink Remix) |                                        |          |  |
| N.º                                  | Título                                 | Duración |  |
| 1.                                   | «Another You» (Pretty Pink Radio Edit) | 2:35     |  |
| 2.                                   | «Another You» (Pretty Pink Remix)      | 6:15     |  |

## Posicionamiento en listas y certificaciones
| Lista (2015)                                         | Mejor posición |
| ---------------------------------------------------- | -------------- |
| Alemania (Offizielle Deutsche Charts)                | 75             |
| Australia (ARIA)                                     | 48             |
| Austria (Ö3 Austria Top 40)                          | 55             |
| Bélgica (Flandes) (Ultratop 50)                      | 10             |
| Bélgica (Ultratip valona)                            | 4              |
| Eslovaquia (Singles Digitál Top 100)                 | 36             |
| Estados Unidos (Dance/Electronic Songs)              | 21             |
| Estados Unidos (Hot Dance Airplay)                   | 6              |
| Estados Unidos (Dance/Electronic Digital Song Sales) | 35             |
| Francia (SNEP)                                       | 81             |
| Irlanda (Irish Singles Chart)                        | 92             |
| Países Bajos (Dutch Top 40)                          | 8              |
| República Checa (Singles Digitál Top 100)            | 35             |
| Suecia (Sverigetopplistan)                           | 55             |

| País           | Lista (2015)               | Posición |
| -------------- | -------------------------- | -------- |
| Bélgica        | Ultratop flamenca          | 83       |
| Países Bajos   | Dutch Top 40               | 37       |
| Estados Unidos | Hot Dance/Electronic Songs | 50       |

### Certificaciones
| País         | Organismo certificador | Certificación | Ventas | Ref.   |
| ------------ | ---------------------- | ------------- | ------ | ------ |
| Países Bajos | NVPI                   | Platino       | 30 000 | [ 24 ] |
| Suecia       | IFPI — Suecia          | Oro           | 20 000 | [ 25 ] |